# Boljunčica

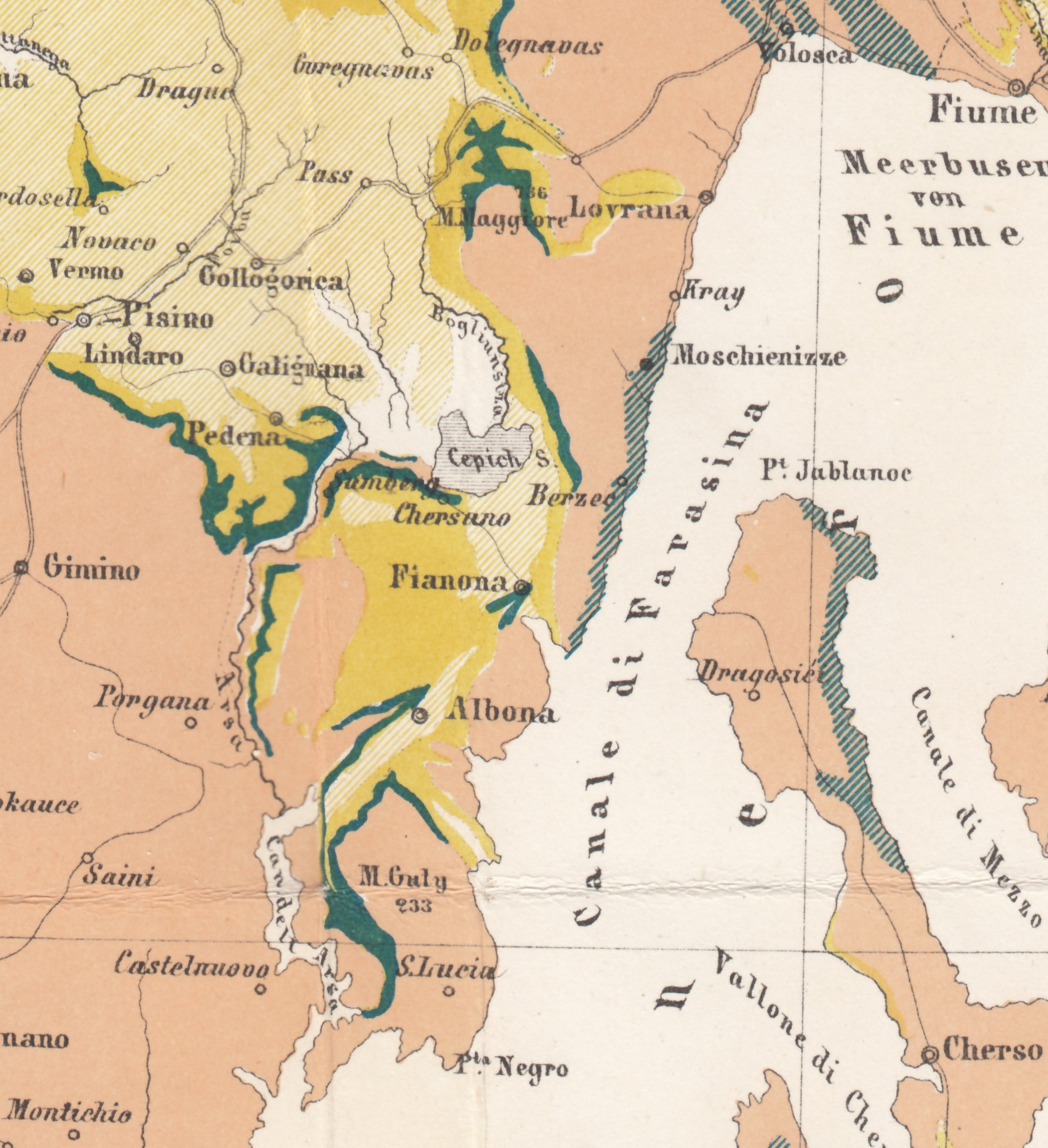
Flussverlauf auf der Geologischen Übersichts-Karte des Istrischen Küstenlandes (Guido Stache, 1864)

Die Boljunčica ist ein Fluss im östlichen Bereich der Halbinsel Istrien in Kroatien. Dessen Verlauf im Čepićko Polje wurde in den frühen 1930er Jahren durch einen Wassertunnel grundlegend verändert.

## Verlauf
Das Quellgebiet der Boljunčica befindet sich zwischen den Ortschaften Lesišćina und Lupoglav in einem der Ćićarija südwestlich vorgelagerten Bergland. Diese Region gehört zum Flyschgebiet Istriens, wo Sandsteine, Mergel und konglomeratische Gesteine auftreten. In dieser Region entspringen zahlreiche Wasserläufe, die zur Wasserführung der Boljunčica tributär beitragen. Von hier fließt das Gewässer in südliche Richtung.
Der Bachlauf tritt bei Boljun in eine Aufschüttungsebene, das Boljunsko Polje. Hier fließt ihm linksseitig der Bach Vranjska Boljunčica zu, der kurz vor der Einmündung einen größeren Teich besitzt. Nach dieser Talweitung richtet sich der Bach in südöstliche Richtung. Dabei durchfließt das Gewässer eine bewaldete Schlucht mit einem 1970 errichteten Staudamm. Der Letaj-Staudamm konnte jedoch wegen ungünstiger hydrologischer Verhältnisse des Untergrunds die erhofften Ziele des Hochwasserschutzes und der Bewässerung regionaler Landwirtschaftsflächen nur unzulänglich erreichen. Die 35 m hohe und 90 m lange Staumauer war dazu vorgesehen, auf einer Talfläche von 85 ha ein Wasservolumen von 65 Millionen m³ anzustauen. Das Einsickern von aufzustauendem Wasser in den Gesteinsuntergrund wurde während der Bauphase nicht erkannt.
Nach dem Boljunsko Polje und der Staumauer erreicht die Boljunčica in einer Entfernung von etwa vier Kilometern eine weitere und bedeutendere Aufschüttungsebene, das Čepićko Polje, in dem sich früher der Cepich-See (kroatisch Čepić jezero, italienisch Lago di Gessano) befand. Dieses Areal bildete früher einen jahreszeitlich schwankenden Flachwassersee, dessen Ränder aus Feuchtwiesen und Sümpfen bestanden. Fortschreitende Entwässerungsmaßnahmen haben diese große Talweitung am Westfuß des Učka-Gebirges zu einer intensiv genutzten Landwirtschaftsfläche verändert.
Auf Kartenwerken vor den 1930er Jahren ist der ursprüngliche Verlauf der Boljunčica noch erkennbar. Sie trat am Westrand des Čepićko Polje aus dieser Schwemmlandebene und mündete bei dem Dorf Podpican (heute Potpićan) in die Raša. Das änderte sich durch einen Entwässerungstunnel. Nach der vierjährigen Bauzeit des Tunnels und der Anlage von 1300 Metern Entwässerungsgräben im Polje nahm die Boljunčica von hier einen anderen Verlauf. Seit der Inbetriebnahme des Tunnels am 11. Dezember 1932 strömt das gesamte Gewässer durch diese 4550 Meter lange unterirdische Ableitung zur Bucht bei Plomin. Das Gefälle beträgt im Tunnelverlauf 3,345 m pro Kilometer. Im Januar 1933 war der bisherige See verschwunden und im folgenden Sommer dessen Boden trockengefallen. In der Folge kam es zu Drainagearbeiten, die Fläche wurde fortan intensiv landwirtschaftlich genutzt.
Der Tunnel mündet am Rande einer Schwemmlandebene unweit von Plomin Luka, einem Ortsteil von Plomin. Der kurze Verlauf der Boljunčica bis zu ihrer Einmündung in die als Ästuar ausgebildete Uvala Plomin führt durch das Gelände des 1970 in Betrieb genommenen kalorischen Kraftwerks Plomin.

## Das Umfeld des Tales
Im Dorf Boljun gibt es Reste eines früheren Castelliere, der dem mittleren Ortsteil immer noch sein Gepräge gibt. Die Festungsmauer stammt von einem kleinen Adelssitz aus der Zeit zwischen dem 15. und 17. Jahrhundert. Hier fand man glagolitische Urkunden und die „Chronik von Boljun“ (17. Jahrhundert). Von hier ist ein Blick über die Landschaft des Čepićko Polje möglich.
Im Tal und in dessen Nähe befinden sich einige dörfliche Ansiedlungen, in denen unter der Bevölkerung ein rumänisch-istrischer Dialekt gesprochen wird. Es handelt sich um Brdo, Gradinje, Grobnik, Jesenovik, Letaj, Nova Vas und Šušnjevica.